# Іжевська державна сільськогосподарська академія
Іже́вська держа́вна сі́льськогоспода́рська ака́демія (Іжевська ДСГА) — вищий навчальний заклад в системі підготовки, перепідготовки та підвищення кваліфікації Міністерства сільського господарства Російської Федерації в місті Іжевські, Удмуртія.

## Історія
Академія була заснована 2 вересня 1931 року як Московський зоотехнічний інститут конярства та конезаводства (МЗІКК), з 1943 року просто Московський зоотехнічний інститут конярства. 5 серпня 1954 року він був переведений до Іжевська, а 1 вересня перетворений в Іжевський сільськогосподарський інститут (ІжСГІ). 27 грудня 1984 року був перейменований на Устиновський сільськогосподарський інститут (УстСГІ), але 19 червня 1987 року йому була повернена попередня назва. В 1995 році інститут став Іжевською державною сільськогосподарською академією.

### Московський зоотехнічний інститут конярства
2 вересня 1931 року на основі постанови РНК СРСР № 765 був заснований Московський зоотехнічний інститут конярства та конезаводства (МЗІКК). Він розташовувався в селищі Голіцино та селі Успенське Одинцовського району Московської області. З відомих викладачів в ньому працювали В. О. Вітт та А. А. Скворцов. З відомих випускників — І. А. Сайгін, заслужений діяч науки РРФСР, доктор сільськогосподарських наук, завідувач відділом молочного конярства та кумисоробства Башкирського НДІ сільського господарства, професор. Під час Другої світової війни інститут був ліквідований, архіви знищені.
12 травня 1943 року за ініціативи Семена Будьонного та згідно з постановою РНК СРСР та ЦК ВКП(б) № 510 інститут був відновлений як Московський зоотехнічний інститут конярства. Викладачів для нього збирали з усієї країни, викликали з місць евакуації. Приїжджим знімали будинки-дачі в селищі працівників науки та мистецтва (СПНІМ) на Миколиній горі. Інститут мав навчально-дослідне господарство на 38 га, корівник з силосною баштою на 300 тон, показова конюшня з 30 чистопородними кіньми, манеж для показу тварин та занять із студентами. Заняття також проходили і на базі Московського кінного заводу. МЗІК був єдиним в СРСР по спеціалізації конярства. Серед відомих випускників — М. Я. Лемешев (депутат Державної Думи, голова Комітету Держдуми Росії з екології), В. П. Шамборант, Б. Д. Камбегов, М. Н. Ефрос, М. Н. Ширяєв, Є. Є. Готліб, А. З. Саламов. В 1954 році інститут був переведений до Іжевська, а на його місці з 1955 року розташувався Московський державний університет друкарства імені Івана Федорова, пізніше ВНДІ Фітопатології.

## Структура
Академія має 5 навчальних корпусів, лабораторії, майстерні, 20 комп'ютерних класів, виробничі лінії для переробки молочних продуктів та м'яса.
Факультети:
- Агрономічний факультет
- Зооінженерний факультет
- Факультет електрифікації та автоматизації сільського господарства
- Агроінженерний факультет
- Економічний факультет
- Лісогосподарський факультет
- Факультет ветеринарної медицини

На 46 кафедрах працюють 430 викладачів, з яких 47 докторів наук, професорів та 220 кандидатів наук, доцентів. В академії реалізується очна та заочна форми навчання. Кафедри мають філіали для практичної підготовки студентів в декількох передових господарств та підприємствах АПК Удмуртії. академія є одним з ведучих наукових центрів з вивчення магнітних властивостей ґрунтів, а також з розробки інтенсивних технологій виробництва продуктів вівчарства, з організації роботи та вівчарства. У 2008 році в академії навчалось 10503 студенти.
Інші підрозділи:
- Студентське конструкторсько-дослідне бюро
- Бібліотека
- Навчально-дослідна конюшня з племінними кіньми
- Курси підвищення кваліфікації викладачів
- Навчально-дослідне господарство «Іюльське», 8083 га, створене на базі радгоспу «Іюльський» 1969 року
- Дослідне поле 500 га
- Навчальний полігон для вивчення та водіння тракторів, автомобілів та сільськогосподарських машин
- 3 музеї — мінералогічний, ґрунтовий та трудової слави
- Коледж аграрних технологій економіки та права

## Ректори
- Сєров С. В.
- Мориганов А. Н.
- Колпаков П. А.
- 1949—1954 — Яковлєв А. А.
- 1954—1958 — Меньшов Б. Г., професор, доктор сільськогосподарських наук
- 1958—1964 — Богданов Ф. П., професор, кандидат сільськогосподарських наук
- 1964—1988 — Ковриго В. П., професор, доктор сільськогосподарських наук, заслужений діяч науки Удмуртії
- 1988—2001 — Фокін В. В., професор, кандидат технічних наук
- з 2001 — Любимов А. І., професор, доктор сільськогосподарських наук

## Випускники
- Сосков І. К. — Герой Соціалістичної Праці
- Черикаєв А. В. — Герой Соціалістичної Праці